# 棘刺

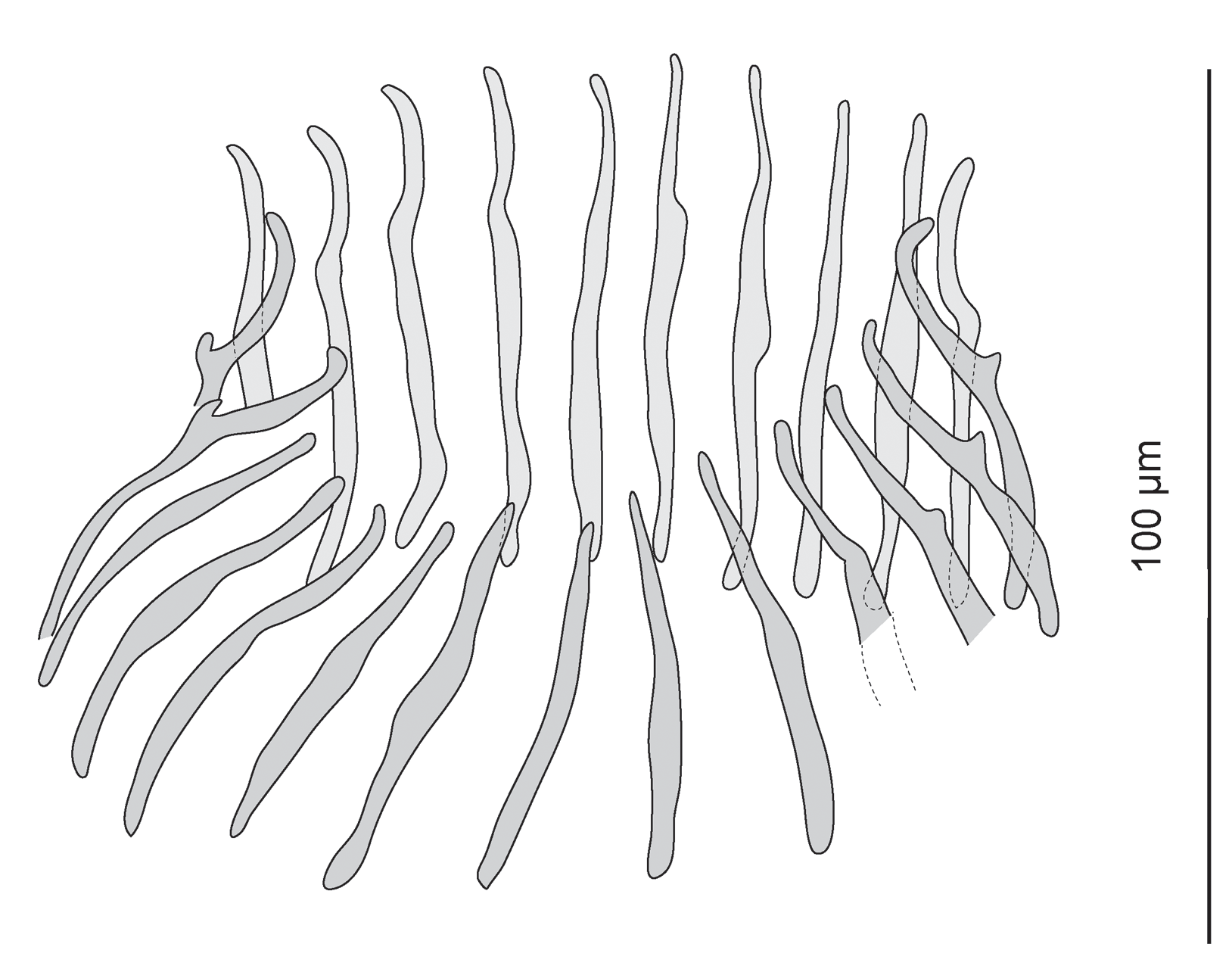
雄性寄生扁形动物——Lethacotyle vera的交接刺

棘刺（英語：spine），简称棘，是指动物身上硬质针状的解剖结构，在脊椎动物和无脊椎动物身上均有出现。大部分动物的棘刺类似于特化的毛发，棘刺中间部分的材质类似海绵，外表则由厚重的角蛋白包覆，末端常有尖角。